# Salto del Agua (estación)
Salto del Agua es una de las estaciones que forman parte del Metro de Ciudad de México, es la correspondencia de la Línea 1 y la Línea 8. Se ubica en el centro de la Ciudad de México, en la alcaldía Cuauhtémoc.

## Información general
Desde la época de México-Tenochtitlan existía un acueducto que transportaba agua del cerro de Chapultepec a la ciudad Este acueducto recorría lo que es actualmente la Avenida Chapultepec y Arcos de Belén. Antonio de Bucareli y Ursúa el 20 de marzo de 1779 siendo el nuevo virrey de la Nueva España, mandó construir e inaugurar una fuente pública en la cual terminaban los arcos de un acueducto por donde corría el agua que iba desde los manantiales de Chapultepec y de Santa Fe.
La fuente original, atribuida a Ignacio Castera, se encuentra en el Museo Nacional del Virreinato en Tepotzotlán, Estado de México, mientras que la réplica de esta fuente hecha en 1948 por Guillermo Ruiz al igual la Capilla de la Inmaculada Concepción —conocida como la Capilla del salto del agua— aún se pueden ver en su ubicación original. El isotipo de la estación remite al agua brotando de la fuente antigua. 

### Remodelación
Como parte de los trabajos de la remodelación iniciados en el primer semestre del 2022 para la Línea 1 del Metro, se renovará en su totalidad la línea en 2 fases, siendo la primera de julio de 2022 hasta marzo de 2023 desde Salto del Agua hasta Pantitlán. Por lo que esta estación en la Línea 1, permaneció cerrada desde el 9 de julio de 2022, para trabajos de preparación previo al arranque de la remodelación, que finalmente se efectúan desde el 11 de julio del mismo año, hasta la reapertura del tramo cerrado de esta línea, que inicialmente se tenía prevista para el 2023, que sin embargo, la estación continuó cerrada hasta que concluyera la segunda etapa de renovación de la línea prevista en 2024 una fecha aun por definir. 
La estación de la Línea 1 fue reabierta el 13 de septiembre de 2024, tras 2 años de obras de modernización, la estación forma parte de la reapertura del tramo Isabel La Católica-Balderas.
De igual forma, se continua la renovación total de la línea en su segunda fase, cerrando desde la estación Observatorio hasta Balderas desde el día 9 de noviembre de 2023 a las 23:00 horas, esto con la finalidad de concluir las obras de modernización las cuales se esperan que ocurran durante el 2024.

## Afluencia
En su correspondencia con la línea 8 el número total de usuarios para 2014 fue de 6,017,576; el número de usuarios en promedio para el mismo año fue el siguiente:
| Tipo de día   | Afluencia promedio |
| ------------- | ------------------ |
| Día festivo   | 9,864              |
| Día laboral   | 17,357             |
| Fin de semana | 14,940             |
| Anual         | 16,487             |

Las siguientes tablas muestran la afluencia de la estación (por línea) en los últimos 10 años:
| Afluencia Anual de Pasajeros (Línea 1) | Afluencia Anual de Pasajeros (Línea 1) | Afluencia Anual de Pasajeros (Línea 1) | Afluencia Anual de Pasajeros (Línea 1) | Afluencia Anual de Pasajeros (Línea 1) | Afluencia Anual de Pasajeros (Línea 1) |
| -------------------------------------- | -------------------------------------- | -------------------------------------- | -------------------------------------- | -------------------------------------- | -------------------------------------- |
| Año                                    | Afluencia                              | A Diario                               | Ranking                                | Incremento                             | Ref.                                   |
| 2024                                   | -                                      | -                                      | -                                      | -                                      |                                        |
| 2023                                   | 0                                      | 0                                      | X                                      | -100.00%                               | [ 8 ]                                  |
| 2022                                   | 2,542,180                              | 6,964                                  | 139°/175                               | -41.82%                                | [ 9 ]                                  |
| 2021                                   | 4,369,643                              | 11,971                                 | 67°/195                                | -9.29%                                 | [ 10 ]                                 |
| 2020                                   | 4,817,210                              | 13,161                                 | 62°/195                                | -35.62%                                | [ 11 ]                                 |
| 2019                                   | 7,482,564                              | 20,500                                 | 86°/195                                | +0.34%                                 | [ 12 ]                                 |
| 2018                                   | 7,457,088                              | 20,430                                 | 87°/195                                | -2.65%                                 | [ 13 ]                                 |
| 2017                                   | 7,660,338                              | 20,987                                 | 83°/195                                | -11.79%                                | [ 14 ]                                 |
| 2016                                   | 8,684,401                              | 23,727                                 | 65°/195                                | -2.70%                                 | [ 15 ]                                 |
| 2015                                   | 8,925,514                              | 24,453                                 | 61°/195                                | -2.46%                                 | [ 16 ]                                 |

| Afluencia Anual de Pasajeros (Línea 8) | Afluencia Anual de Pasajeros (Línea 8) | Afluencia Anual de Pasajeros (Línea 8) | Afluencia Anual de Pasajeros (Línea 8) | Afluencia Anual de Pasajeros (Línea 8) | Afluencia Anual de Pasajeros (Línea 8) |
| -------------------------------------- | -------------------------------------- | -------------------------------------- | -------------------------------------- | -------------------------------------- | -------------------------------------- |
| Año                                    | Afluencia                              | A Diario                               | Ranking                                | Incremento                             | Ref.                                   |
| 2024                                   | -                                      | -                                      | -                                      | -                                      |                                        |
| 2023                                   | 8,132,745                              | 22,281                                 | 41°/187                                | +32.61%                                | [ 8 ]                                  |
| 2022                                   | 6,132,781                              | 16,802                                 | 60°/175                                | +97.92%                                | [ 17 ]                                 |
| 2021                                   | 3,098,577                              | 8,489                                  | 106°/195                               | +5.12%                                 | [ 18 ]                                 |
| 2020                                   | 2,947,538                              | 8,053                                  | 118°/195                               | -45.96%                                | [ 19 ]                                 |
| 2019                                   | 5,454,216                              | 14,943                                 | 120°/195                               | -2.65%                                 | [ 20 ]                                 |
| 2018                                   | 5,602,459                              | 15,349                                 | 118°/195                               | -6.05%                                 | [ 21 ]                                 |
| 2017                                   | 5,963,274                              | 16,337                                 | 110°/195                               | -11.13%                                | [ 22 ]                                 |
| 2016                                   | 6,709,999                              | 18,333                                 | 100°/195                               | +0.65%                                 | [ 23 ]                                 |
| 2015                                   | 6,666,917                              | 18,265                                 | 99°/195                                | -3.68%                                 | [ 24 ]                                 |

## Conectividad

### Salidas
- Por línea 1 al norte: Eje 1-A Sur Avenida Arcos de Belén Norte casi esq. con Calle López, colonia Centro.
- Por línea 1 al sur: Eje 1-A Sur Avenida Arcos de Belén Sur y Calle Dr. Valenzuela, colonia Doctores.
- Por línea 8 al nororiente: Eje Central Lázaro Cárdenas y Plaza de las Vizcaínas Colonia Centro.
- Por línea 8 al norponiente: Eje Central Lázaro Cárdenas y Delicias Colonia Centro.

### Conexiones
Existen conexiones con las estaciones y paradas de diversos sistemas de transporte:
- Línea 1 del Trolebús.